# Naftni skrilavec
Naftni skrilavec tudi oljni skrilavec ali kerogenski skrilavec (ang. Oil shale ali Kerogen shale) je sedimentarna zrnasta kamnina, ki vsebuje kerogen - organsko mešanico, iz katere se da pridobivati ogljikovodikova goriva. Nafta iz skrilavca velja za nekonvencionalno in jo je težje ter dražje pridobivati, pridobivanje tudi bolj onesnažuje okolje. Ocenjene svetovne zaloge so okrog 4,8-5 milijard sodčkov (760×109 - 790×109 m3), velika nahajališča so v ZDA.
Nafto iz skrilavca se pridobiva s segrevanjem kamnine na visoke temperature, pri katerih pride do pirolize. Nastali plin se potem ohladi (kondenzira) v olje in skrilavčni plin. Lahko pa se naftni skrilavec direktno uporabi kot gorivo v termoelektrarnah ali pa pečeh.
Države, ki izkoriščajo naftni skrilavec, so Estonija (80 % svetovne uporabe), v manjšem obsegu Kitajska, Rusija, Brazilija in Nemčija. Sicer se večina skrilavca uporablja za pridobivanje električne energije, iz skrilavca se je leta 2008 pridobilo samo okrog 1 milijon ton nafte.